# Reichskriminalpolizeiamt

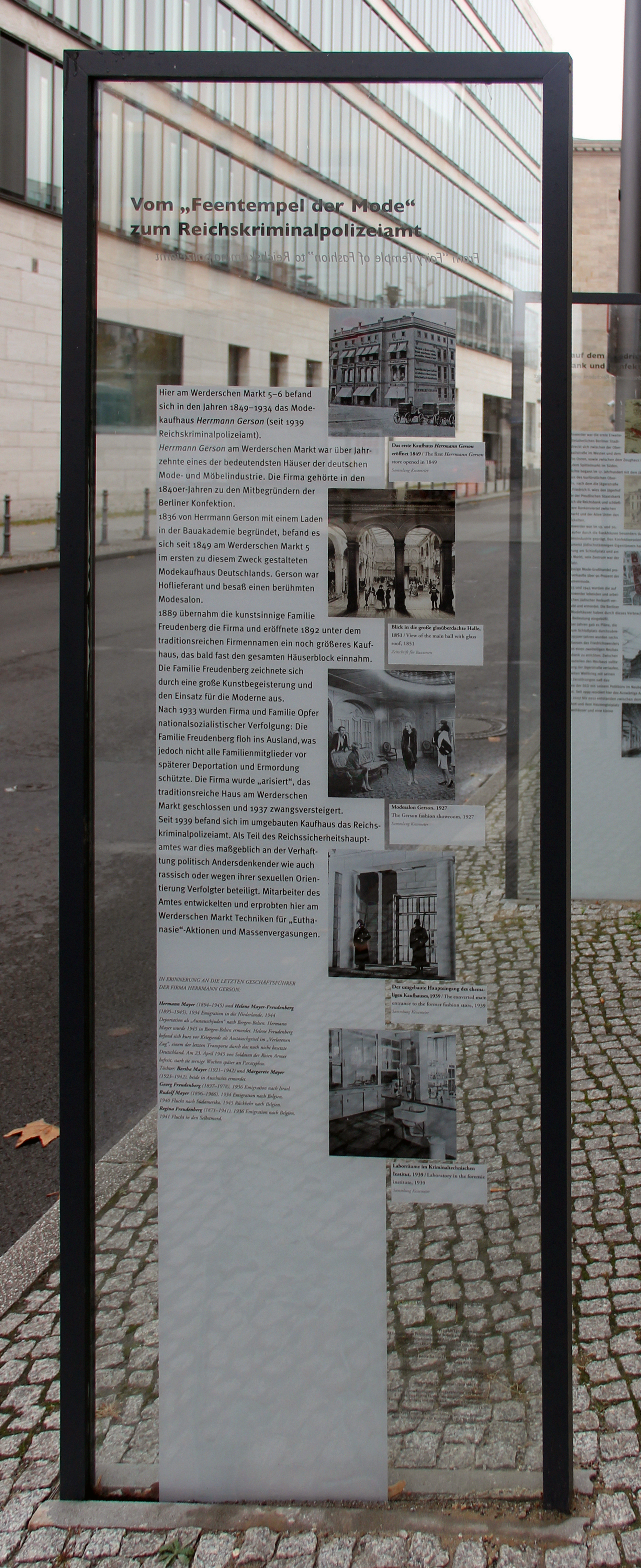
Minnestavla vid den tidigare platsen för Reichskriminalpolizeiamts lokaler på Werderscher Markt 11 i centrala Berlin. Den idag förstörda byggnaden tillhörde ursprungligen modevaruhuset Gerson och kom att tvångsförvärvas från den judiska ägarfamiljen Freudenberg under Nazityskland.

Reichskriminalpolizeiamt (RKPA), Nazitysklands rikskriminalpolis, bildades 1937 när den delstatliga  preussiska landskriminalpolisen (LKPA) ombildades till en riksmyndighet. Chef för RKPA var Reichskriminaldirektor Arthur Nebe. RKPA blev från 1938 inordnat under Hauptamt Sicherheitspolizei och kom från 1939 att ingå i Reichssicherheitshauptamt (RSHA) som dess femte avdelning (Amt V).

## Organisation

### Central organisation
Centralt fanns ett spaningsregister och tolv rikscentraler för bekämpning av olika riksövergripande brottstyper:
- Förfalskning
- Narkotika
- Saknade personer
- Pornografi
- Vit slavhandel
- Internationella ficktjuvar
- Spel och dobbel
- "Zigenare"
- Grova våldsbrott
- Yrkesmässiga bedrägerier
- Yrkesmässiga inbrottstjuvar
- Homosexualitet och abort

## Regional organisation
Regionalt fanns det 14 Kriminalpolizeileitstellen (regionala kriminalavdelningar)-

### Lokal organisation
Lokalt fanns det 51 Kriminalpolizeistellen (lokala kriminalavdelningar).